# Населення Брунею
Населення Брунею. Чисельність населення країни 2015 року становила 429,6 тис. осіб (175-те місце у світі). Чисельність брунейців стабільно збільшується, народжуваність 2015 року становила 17,32 ‰ (107-ме місце у світі), смертність — 3,52 ‰ (215-те місце у світі), природний приріст — 1,62 % (72-ге місце у світі) . 

## Природний рух

### Відтворення
Народжуваність у Брунеї, станом на 2015 рік, дорівнює 17,32 ‰ (107-ме місце у світі). Коефіцієнт потенційної народжуваності 2015 року становив 1,8 дитини на одну жінку (152-ге місце у світі).
Смертність у Брунеї 2015 року становила 3,52 ‰ (215-те місце у світі).
Природний приріст населення в країні 2015 року становив 1,62 % (72-ге місце у світі).

### Вікова структура

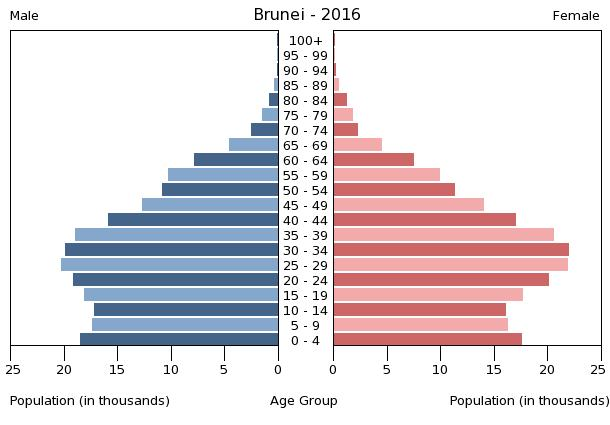
Віково-статева піраміда населення Брунею, 2016 рік

Середній вік населення Брунею становить 29,9 року (114-те місце у світі): для чоловіків — 29,5, для жінок — 30,3 року. Очікувана середня тривалість життя 2015 року становила 76,97 року (76-те місце у світі), для чоловіків — 74,64 року, для жінок — 79,41 року.
Вікова структура населення Брунею, станом на 2015 рік, виглядає наступним чином:
- діти віком до 14 років — 23,82 % (52 750 чоловіків, 49 579 жінок);
- молодь віком 15—24 роки — 17,13 % (36 485 чоловіків, 37 127 жінок);
- дорослі віком 25—54 роки — 46,9 % (97 228 чоловіків, 104 286 жінок);
- особи передпохилого віку (55—64 роки) — 7,88 % (17 366 чоловіків, 16 470 жінок);
- особи похилого віку (65 років і старіші) — 4,27 % (8925 чоловіків, 9430 жінок)[1].

## Розселення
Густота населення країни 2015 року становила 80,3 особи/км² (141-ше місце у світі).

### Урбанізація
Бруней високоурбанізована країна. Рівень урбанізованості становить 77,2 % населення країни (станом на 2015 рік), темпи зменшення частки міського населення — 1,79 % (оцінка тренду за 2010—2015 роки).
Головні міста держави: Бандар-Сері-Бегаван (столиця) — 241,0 тис. осіб (дані за 2012 рік). Межі столиці були значно розширені 2007 року, населення міста зросло в десять разів.

### Міграції
Річний рівень імміграції 2015 року становив 2,43 ‰ (41-ше місце у світі). Цей показник не враховує різниці між законними і незаконними мігрантами, між біженцями, трудовими мігрантами та іншими.

#### Біженці й вимушені переселенці
У країні перебуває 20,5 тис. осіб без громадянства, переважно етнічні китайці, що впродовж багатьох поколінь мешкають у країні, але не можуть скласти іспитів на знання малайської культури, вони мають міжнародний сертифікат ідентичності, що дозволяє їм здійснювати поїздки за кордон.

## Расово-етнічний склад
| Етнічний склад (2011 рік) | Етнічний склад (2011 рік) | Етнічний склад (2011 рік) | Етнічний склад (2011 рік) | Етнічний склад (2011 рік) |
| ------------------------- | ------------------------- | ------------------------- | ------------------------- | ------------------------- |
| Етнос:                    |                           |                           | Відсоток:                 |                           |
| малайці                   | малайці                   |                           | 65.7%                     | 65.7%                     |
| китайці                   | китайці                   |                           | 10.3%                     | 10.3%                     |
| інші                      | інші                      |                           | 24%                       | 24%                       |

Головні етноси країни: малайці — 65,7 %, китайці — 10,3 %, інші місцеві — 3,4 %, інші мігранти — 20,6 % населення (оціночні дані за 2011 рік).

## Мови
| Мови Брунею (2015 рік) | Мови Брунею (2015 рік) | Мови Брунею (2015 рік) | Мови Брунею (2015 рік) | Мови Брунею (2015 рік) |
| ---------------------- | ---------------------- | ---------------------- | ---------------------- | ---------------------- |
| Мова:                  |                        |                        | Відсоток:              |                        |
| малайська              | малайська              |                        | %                      | %                      |
| англійська             | англійська             |                        | %                      | %                      |
| китайська              | китайська              |                        | %                      | %                      |

Офіційна мова: малайська. У побуті використовується також англійська і китайська.

## Релігії
| Релігії в Брунеї (2012 рік) | Релігії в Брунеї (2012 рік) | Релігії в Брунеї (2012 рік) | Релігії в Брунеї (2012 рік) | Релігії в Брунеї (2012 рік) |
| --------------------------- | --------------------------- | --------------------------- | --------------------------- | --------------------------- |
| Віросповідання:             |                             |                             | Відсоток:                   |                             |
| мусульмани                  | мусульмани                  |                             | 78.8%                       | 78.8%                       |
| християни                   | християни                   |                             | 8.7%                        | 8.7%                        |
| буддисти                    | буддисти                    |                             | 7.8%                        | 7.8%                        |
| місцеві вірування           | місцеві вірування           |                             | 4.7%                        | 4.7%                        |

Головні релігії й вірування, які сповідує, і конфесії та церковні організації, до яких відносить себе населення країни: іслам (державна релігія) — 78,8 %, християнство — 8,7 %, буддизм — 7,8 %, інші місцеві вірування — 4,7 % (станом на 2011 рік).

## Освіта
Рівень письменності 2015 року становив 96 % дорослого населення (віком від 15 років): 97,5 % — серед чоловіків, 94,5 % — серед жінок.
Державні витрати на освіту становлять 3,8 % ВВП країни, станом на 2014 рік (126-те місце у світі). Середня тривалість освіти становить 15 років, для хлопців — до 15 років, для дівчат — до 15 років (станом на 2014 рік).

## Охорона здоров'я
Забезпеченість лікарями у країні на рівні 1,44 лікаря на 1000 мешканців (станом на 2012 рік). Забезпеченість лікарняними ліжками в стаціонарах — 2,8 ліжка на 1000 мешканців (станом на 2012 рік). Загальні витрати на охорону здоров'я 2014 року становили 2,6 % ВВП країни (188-ме місце у світі).
Смертність немовлят до 1 року, станом на 2015 рік, становила 10,16 ‰ (137-ме місце у світі); хлопчиків — 12,09 ‰, дівчаток — 8,14 ‰. Рівень материнської смертності 2015 року становив 23 випадків на 100 тис. народжень (132-ге місце у світі).
Бруней входить до складу ряду міжнародних організацій: Міжнародного руху (ICRM) і Міжнародної федерації товариств Червоного Хреста і Червоного Півмісяця (IFRCS), Дитячого фонду ООН (UNISEF), Всесвітньої організації охорони здоров'я (WHO).

### Захворювання
Кількість хворих на СНІД невідома, дані про відсоток інфікованого населення в репродуктивному віці 15—49 років відсутні. Дані про кількість смертей від цієї хвороби за 2014 рік відсутні.
Частка дорослого населення з високим індексом маси тіла 2014 року становила 18,6 % (141-ше місце у світі); частка дітей віком до 5 років зі зниженою масою тіла становила 9,6 % (оцінка на 2009 рік). Ця статистика показує як власне стан харчування, так і наявну/гіпотетичну поширеність різних захворювань.

### Санітарія
Споживання прісної води, станом на 2009 рік, дорівнює 0,09 км³ на рік, або 301,6 тонни на одного мешканця на рік: з яких 97 % припадає на побутові, 0 % — на промислові, 3 % — на сільськогосподарські потреби.

## Соціально-економічне становище
Співвідношення осіб, що в економічному плані залежать від інших, до осіб працездатного віку (15—64 роки) загалом становить 38 % (станом на 2015 рік): частка дітей — 31,9 %; частка осіб похилого віку — 6,1 %, або 16,4 потенційно працездатного на 1 пенсіонера. Загалом ці показники характеризують рівень потреби державної допомоги в секторах освіти, охорони здоров'я та пенсійного забезпечення, відповідно. Дані про відсоток населення країни, що перебуває за межею бідності, відсутні. Дані про розподіл доходів домогосподарств у країні відсутні.
Станом на 2013 рік, у країні 104,88 тис. осіб не має доступу до електромереж; 76 % населення має доступ, у містах цей показник дорівнює 79 %, у сільській місцевості — 67 %. Рівень проникнення інтернет-технологій високий. Станом на липень 2015 року в країні налічувалось 306 тис. унікальних інтернет-користувачів (146-те місце у світі), що становило 71,2 % загальної кількості населення країни.

### Трудові ресурси
Загальні трудові ресурси 2014 року становили 203,6 тис. осіб (169-те місце у світі). Зайнятість економічно активного населення у господарстві країни розподіляється наступним чином: аграрне, лісове і рибне господарства — 4,2 %; промисловість і будівництво — 62,8 %; сфера послуг — 33 % (станом на 2008 рік). Безробіття 2015 року дорівнювало 6,9 % працездатного населення, 2011 року — 9,3 % (81-ше місце у світі).

## Кримінал

#### Наркотики

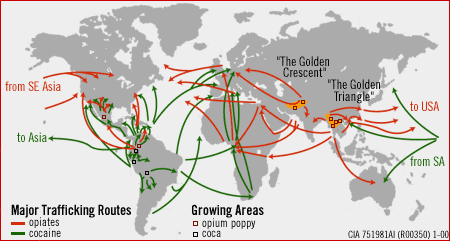
Світові маршрути наркотрафіку

Незаконний обіг наркотиків, контрабанда наркотичних речовин у Брунеї караються смертною карою.

### Торгівля людьми
Згідно зі щорічною доповіддю про торгівлю людьми (англ. Trafficking in Persons Report) Управління з моніторингу та боротьби з торгівлею людьми Державного департаменту США, уряд Брунею докладає значних зусиль у боротьбі з явищем примусової праці, сексуальної експлуатації, незаконною торгівлею внутрішніми органами, але законодавство відповідає мінімальним вимогам американського закону 2000 року щодо захисту жертв (англ. Trafficking Victims Protection Act’s) не повною мірою, країна перебуває у списку другого рівня.

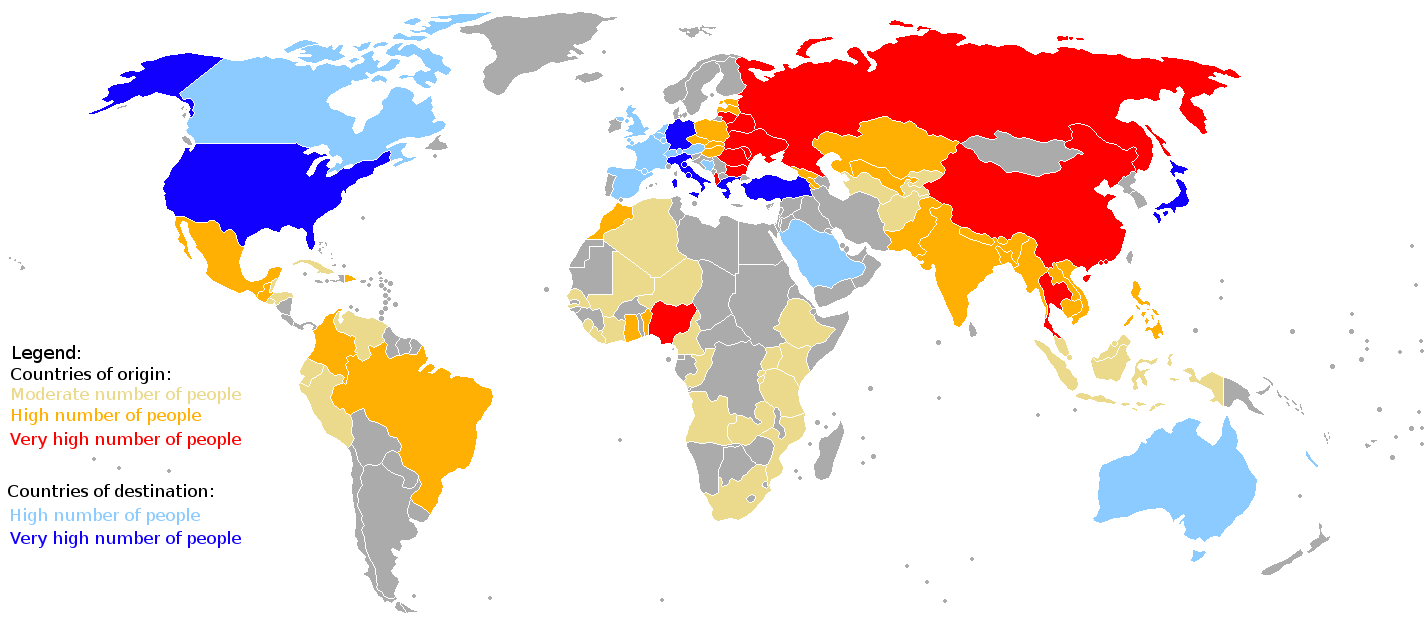
Країни-донори (червоний) і країни-реципієнти кримінальних потоків  (англ.)
Глобальна боротьба з торгівлею людьми (англ.)

## Гендерний стан
Статеве співвідношення (оцінка 2015 року):
- при народженні — 1,05 особи чоловічої статі на 1 особу жіночої;
- у віці до 14 років — 1,06 особи чоловічої статі на 1 особу жіночої;
- у віці 15—24 років — 0,98 особи чоловічої статі на 1 особу жіночої;
- у віці 25—54 років — 0,93 особи чоловічої статі на 1 особу жіночої;
- у віці 55—64 років — 1,05 особи чоловічої статі на 1 особу жіночої;
- у віці за 64 роки — 0,95 особи чоловічої статі на 1 особу жіночої;
- загалом — 0,98 особи чоловічої статі на 1 особу жіночої[1].

## Демографічні дослідження
Демографічні дослідження у країні ведуться низкою державних і наукових установ:

### Українською
- Атлас. 10—11 клас. Економічна і соціальна географія світу / упорядники :  О. Я. Скуратович, Н. І. Чанцева. — К. : ДНВП «Картографія», 2010. — ISBN 978-966-475-639-3.
- Атлас світу / голов. ред. І. С. Руденко ; зав. ред. В. В. Радченко ; відп. ред. О. В. Вакуленко. — К. : ДНВП «Картографія», 2005. — 336 с. — ISBN 9666315467.
- Безуглий В. В. Економічна і соціальна географія зарубіжних країн : Навчальний посібник. — К. : ВЦ «Академія», 2007. — 704 с. — ISBN 978-966-580-239-6.
- Безуглий В. В., Козинець С. В. Регіональна економічна і соціальна географія світу : Навчальний посібник. — видання 2-ге, доп., перероб. — К. : ВЦ «Академія», 2007. — 688 с. — ISBN 966-580-144-9.
- Головченко В. І., Кравчук О. Країнознавство: Азія, Африка, Латинська Америка, Австралія і Океанія. — К., 2006. — 335 с. — ISBN 966-8939-04-2.
- Гудзеляк І. І. Географія населення: Навчальний посібник / І. Гудзеляк. — Л. : Видавничий центр ЛНУ імені Івана Франка, 2008. — 232 с. — ISBN 978-966-613-599-8.
- Дахно І. І. Країни світу: Енциклопедичний довідник / І. І. Дахно, С. М. Тимофієв. — К. : Мапа, 2011. — 606 с. — (Бібліотека нового українця) — ISBN 978-966-8804-23-6.
- Дахно І. І. Економічна географія зарубіжних країн : навчальний посібник. — К. : Центр учбової літератури, 2014. — 319 с. — ISBN 978-611-01-0682-5.
- Джаман В. О. Регіональні системи розселення: демографічні аспекти. — Чернівці : Рута, 2003. — 392 с. — ISBN 9665685988.
- Дорошенко Л. С. Демографія: Навчальний посібник. — К. : МАУП, 2005. — 112 с. — ISBN 966-608-442-2.
- Дубович І. А. Країнознавчий словник-довідник. — 5-те вид., перероб. і доп. — К. : Знання, 2008. — 839 с. — ISBN 978-966-346-330-8.
- Економічна і соціальна географія країн світу. Навчальний посібник / За ред. Кузика С. П. — Л. : Світ, 2002. — 672 с. — ISBN 966-603-178-7.
- Загальна медична географія світу / В. О. Шевченко [та ін.] — К. : [б.в.], 1998. — 178 с.
- Ігнатьєв П. М. Країнознавство: Країни Азії. — Ч. : Книги-XXI, 2004. — 383 с. — ISBN 966-8029-53-4.
- Книш М. М., Мамчур О. І. Регіональна економічна і соціальна географія світу (Латинська Америка та Карибські країни, Африка, Азія, Океанія) : навч. посіб. — Л. : ЛНУ ім. Івана Франка, 2013. — 368 с. — ISBN 978-617-10-0007-0.
- Крисаченко В. С. Динаміка населення: Популяційні, етнічні та глобальні виміри. — К. : Видавництво Національного інституту стратегічних досліджень, 2005. — 368 с. — ISBN 966-554-083-1.
- Любіцева О. О., Мезенцев К. В., Павлов С. В. Географія релігій. — К. : АртЕК, 1999. — 504 с. — ISBN 966-505-006-0.
- Масляк П. О. Країнознавство. — К. : Знання, 2007. — 292 с. — (Вища освіта XXI століття)
- Масляк П. О., Дахно І. І. Економічна і соціальна географія світу / П. О. Масляк, І. І. Дахно ; за ред. П. О. Масляка. — К. : Вежа, 2003. — 280 с. — ISBN 966-7091-53-8.

### Російською
- (рос.) Бруней // Демографический энциклопедический словарь / главн. ред. Валентей Д. И. — М. : Советская энциклопедия, 1985. — 608 с.
- (рос.) Бруней // Страны и народы. Зарубежная Азия. Юго-Восточная Азия / Редкол. : П. И. Пучков (отв. ред.) и др. — М. : «Мысль», 1979. — 303 с. — (Страны и народы) — 180 тис. прим.
- (рос.) Атлас народов мира / Отв. ред. С. И. Брук и В. С. Апенченко. — М. : ГУГК ГГК СССР и Институт этнографии им. Н. Н. Миклухо-Маклая АН СССР, 1964. — 185 с. — 20 тис. прим.
- (рос.) Численность и расселение народов мира. Этнографические очерки / под ред. С. И. Брука. — М. : Издательство АН СССР, 1962. — 487 с.
- (рос.) Лаппо Г. М. География городов: Учебное пособие для географических факультетов вузов. — М. : Туманит, изд. центр ВЛАДОС, 1997. — 476 с. — ISBN 5-691-00047-0.
- (рос.) Ягельский А. География населения. — М. : Прогресс, 1980. — 383 с.